# Navalperal de Pinares
Navalperal de Pinares település Spanyolországban, Ávila tartományban. Navalperal de Pinares San Bartolomé de Pinares, Herradón de Pinares, Ávila, Santa María del Cubillo, Villacastín és Las Navas del Marqués községekkel határos. Lakosainak száma 826 fő (2024).

## Népesség
A település népessége az utóbbi években az alábbiak szerint változott:
| Lakosok száma | 806  | 960  | 961  | 966  | 1066 | 902  | 818  | 770  | 765  | 826  |
|               | 2001 | 2004 | 2006 | 2009 | 2011 | 2014 | 2016 | 2019 | 2021 | 2024 |